# Tagebau Golpa-Nord

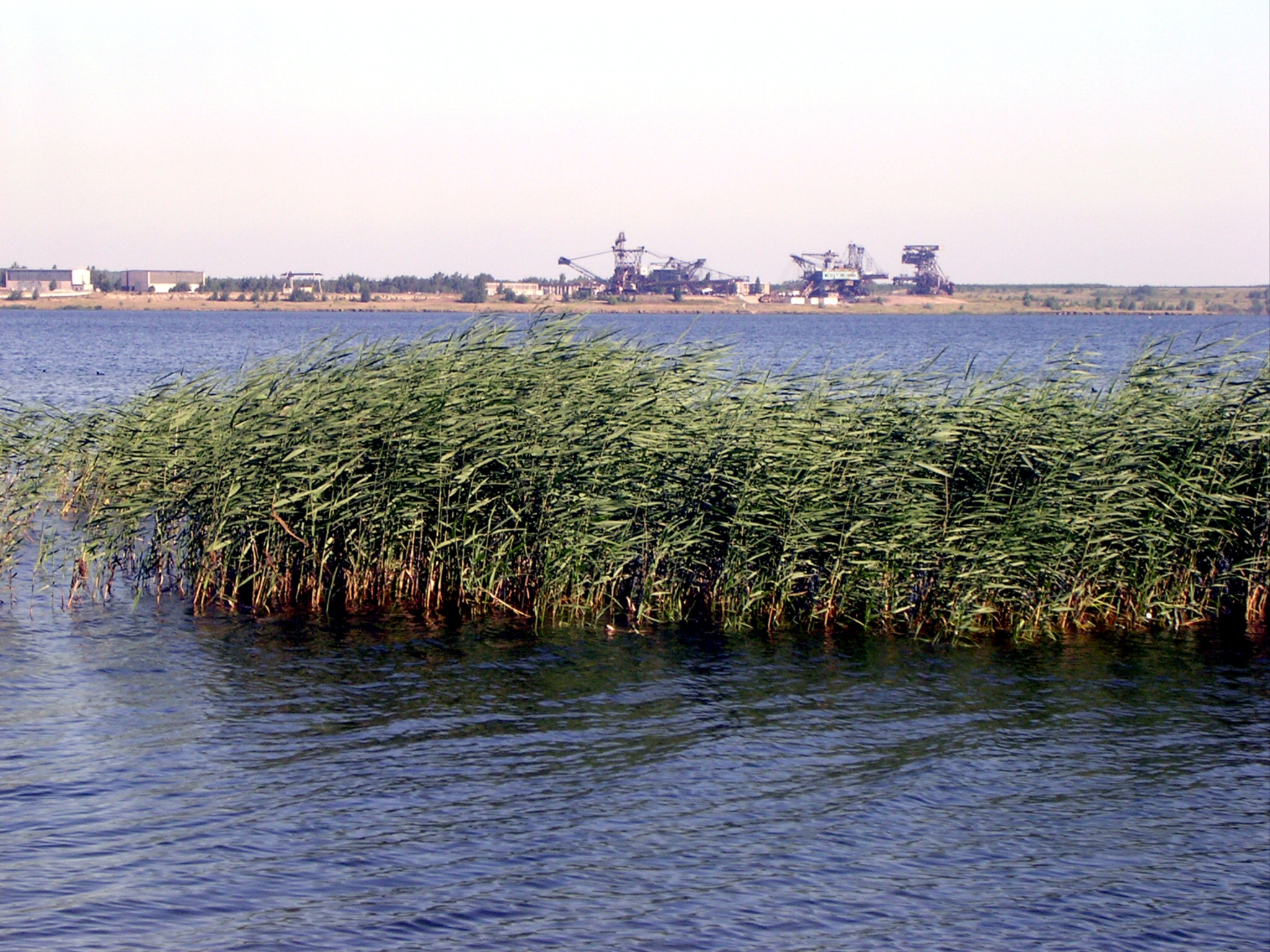
Blick von Gräfenhainichen

Der Tagebau Golpa-Nord war ein Tagebau des Braunkohlekombinats Bitterfeld zur Gewinnung von Braunkohle nordwestlich von Gräfenhainichen.

## Geschichte
Im Gebiet Bitterfeld, Wittenberg und Torgau liegt ein als Hochfläche von Gräfenhainichen-Schmiedeberg (siehe auch Dübener Heide) bekanntes Endmoränengebiet. Unter dessen pleistozäner Bedeckung lagerten braunkohleführende Schichten. In mehreren Baufeldern wurde daraus im Tagebaubetrieb Braunkohle gefördert.
Der Braunkohleabbau in der Flur des Dorfes Gölpa begann bereits Mitte des 19. Jahrhunderts, etwa einen Kilometer nordwestlich der Ortslage am Rande eines Porphyr-Steinbruchs. Zum Abtransport der Braunkohle wurde eine Schmalspur-Bahnlinie zum Bahnhof Burgkemmnitz errichtet. Die Flur südlich der Ortslage Gölpa war sehr sumpfig, dort befand sich der Große Teich. Wegen der erwarteten hohen Kosten der Wasserhaltung wurde der Tagebaubetrieb zunächst nördlich der Ortslage in östliche Richtung fortgesetzt.
Der 1957 als Nachfolger für den Tagebau Muldenstein aufgeschlossene Tagebau Golpa-Nord bei Gräfenhainichen versorgte mit Beginn der Kohleförderung im Jahre 1964 fast 30 Jahre vor allem die Kraftwerke Zschornewitz und Vockerode mit Braunkohle für die Erzeugung von Elektrizität. In den Jahren 1970–1973 wurde das Kraftwerk Zschornewitz auf Erdgas umgerüstet. Die Kohleförderung wurde deshalb stark zurückgefahren. Probleme bei der Erdgasversorgung führten jedoch ab 1976 wieder zur Umrüstung des Kraftwerkes auf Braunkohle und der Kohleabbau wurde fortgesetzt.
Der Abraum wurde anfangs als Halde südlich von Goltewitz aufgeschüttet und später zur teilweisen Verfüllung des Restloches eingesetzt. 8,7 Mio. Kubikmeter Ton aus dem Abraum wurden als Nebenprodukt auf einer separaten Halde nördlich von Jüdenberg abgelagert.
Bis 1955 verband eine Grubenbahnlinie Bergwitz mit dem Kraftwerk Zschornewitz. Teile des aufgegebenen Bahndammes wurden später als Erschließungsstraße für den Braunkohlentagebau und später für die Anbindung von Ferropolis genutzt. Die Grubenbahn und jetzigen Anschlussgleise für Ferropolis wurden parallel zu dieser ehemaligen Bahnlinie errichtet. Die Bundesstraße 107 wurde 1966 mit einer Brücke über diese (jetzt bedeutungslose) Bahnlinie geführt.
Der Tagebau wurde nach seiner vollständigen Auskohlung 1991 stillgelegt, der nahe gelegene Tagebau Gröbern und die Kraftwerke zwei Jahre später. Einer Idee der in Dessau beheimateten Stiftung Bauhaus Dessau folgend, stellte man anschließend in Golpa-Nord fünf Großgeräte als Freilichtmuseum und Veranstaltungsort Ferropolis auf, welche seitdem einen stimmungsvollen Rahmen für Veranstaltungen bieten.
Im Jahr 2000 begann die Flutung des Tagebau-Restlochs mit Grundwasser sowie Wasser aus der 12,5 Kilometer entfernten Mulde durch eine Rohrleitung.
Im Gebiet des Tagebaues wurden nicht nur nachfolgende Ortschaften umgesiedelt, sondern auch drei Hochspannungsleitungen, ausgehend vom Kraftwerk Zschornewitz, verlegt.

## Umgesiedelte Ortschaften
| Umsiedlungsorte                    | Personen | Abbaujahr |
| ---------------------------------- | -------- | --------- |
| Gremmin                            | 240      | 1982      |
| Jüdenberg Teile vom Naderkauer Weg | 10       | 1985      |